# Малый Казённый переулок
Малый Казённый переулок (в 1959—1993 годах — переу́лок Ме́чникова) — переулок в Басманном районе города Москвы (Центральный административный округ), проходящий от Лялиной площади до улицы Земляной Вал; располагается между  Большим Казённым переулком и улицей Покровка, практически параллельно последней.

## Название
Старинное название переулка происходит от Казённой слободы, населённой дворцовыми ремесленниками, находившейся здесь в XVI—XVII веках. В 1959—1993 годах переулок носил имя биолога И. И. Мечникова, затем ему было возвращено его историческое имя.

## Примечательные здания и сооружения
№ 2
№ 5, стр. 1—5, городская усадьба В. С. Нарышкина (Полицейская больница) и ограда с пилонами ворот
. Усадебный комплекс был сооружён на рубеже XVIII—XIX веков неизвестным архитектором школы Казакова для графа В. С. Нарышкина. В начале XIX века усадьба принадлежала военному инженеру, генерал-майору Петру Ивашеву, отцу декабриста Василия Ивашева.
С 1830 года здесь функционировал частный Ортопедический институт Монделини, в 1844 году в главном усадебном доме разместилась Полицейская (Гаазовская) больница на 150 кроватей, созданная по инициативе доктора Фёдора Гааза для бесприютных, заболевших на улице. Больница, среди москвичей называвшаяся «Гаазовской», позднее была переименована в «Александровскую», в честь российского императора.
Осенью 1909 года благодаря главному врачу Сергею Пучкову, организовавшему сбор добровольных пожертвований, на парадном дворе больницы был установлен памятник её основателю работы скульптора Николая Андреева — бронзовый бюст на гранитном постаменте с выбитым девизом доктора Гааза «Спешите делать добро» (ограждение памятника, выполненное из гранитных надолб с протянутыми меж них символическими бронзовыми цепями, было утрачено в конце XX — начале XXI веков). Вплоть до 1917 года у памятника для воспитанников московских сиротских домов проводился ежегодный детский праздник «У доброго дедушки Гааза».
После 1917 года больница была переименована в «Красносоветскую», в 1920 году в зданиях ненадолго разместился Институт инфекционных болезней имени И. И. Мечникова, с 1924 по 1959 здесь располагался Институт гигиены труда и профзаболеваний, после 1959 года — НИИ гигиены и профилактики заболеваний среди детей и подростков.
№ 5а, стр. 1
, здание Полицейской (Александровской) больницы. В 1840-е годы здесь жил доктор Фёдор Гааз; здесь он скончался в 1853 году. В 1886 года в этом здании благодаря деятельности Ильи Мечникова была открыта Пастеровская станция — первая в Москве и одна из первых в России. Во дворе участка установлен памятник доктору Гаазу (1909, скульптор Н. А. Андреев)
№ 8, доходный дом
Здание 1912 года постройки, архитектор — Даниил Фридман.
№ 10, доходный дом
Здание 1914 года постройки, архитекторы — Иван Кондратенко и Семён Дорошенко. Построено по заказу купца второй гильдии Мартина Лятса для сдачи квартир внаём; принадлежало ему и его сестре вплоть до революции.
№ 12 и 12а, доходные дома
Здания 1914 года постройки, архитекторы — Иван Кондратенко и Семён Дорошенко.
№ 14 — доходный дом
Здание 1902 года постройки, архитектор — Николай Ильинский. В 1993/4 году здание было реконструировано с добавлением двух новых этажей компанией «Jastrebac» (Югославия) для регионального представительства компании Rank Xerox (проект реконструкции — сербский архитектор Зоран T. Васич).

## Транспорт
Ближайшие к переулку станции метрополитена — «Курская» Арбатско-Покровской линии, «Курская» Кольцевой линии и «Чкаловская». Неподалёку от пересечения с Садовым кольцом есть остановка автобусов Б, 40.